# كوري والدن
كوري والدن (بالإنجليزية: Corey Walden)‏ مواليد 5 أغسطس 1992 في أورموند بيتش، هو لاعب كرة سلة أمريكي. بدأ مسيرته الاحترافية في سنة 2015. يحمل الرقم 5. يبلغ طوله 6 قدم 2 بوصة (1.9 م). لعب مع مين ريد كلوز في دوري الرابطة الوطنية لفئة التطوير ونادي أوستند لكرة السلة في الدوري البلجيكي لكرة السلة الدرجة الأولى.

## روابط خارجية
- كوري والدن على موقع سبورتس رفرنس (الإنجليزية)
- كوري والدن على موقع كرة السلة الأوروبية.كوم (الإنجليزية)
- كوري والدن على موقع كلية كرة السلة في سبورتس رفرنس.كوم (الإنجليزية)
- كوري والدن على موقع ريلجم (الإنجليزية)
- كوري والدن على موقع بروبوليرز (الإنجليزية)
- كوري والدن على موقع سبورتس رفرنس (الإنجليزية)
- كوري والدن على موقع سبورتس رفرنس (الإنجليزية)